# Tursko (Białoruś)
Tursko (biał. Турское, Turskoje; ros. Турское, Turskoje) – wieś na Białorusi, w obwodzie brzeskim, w rejonie stolińskim, w sielsowiecie Wielemicze.